# Johann Heinrich Tobler

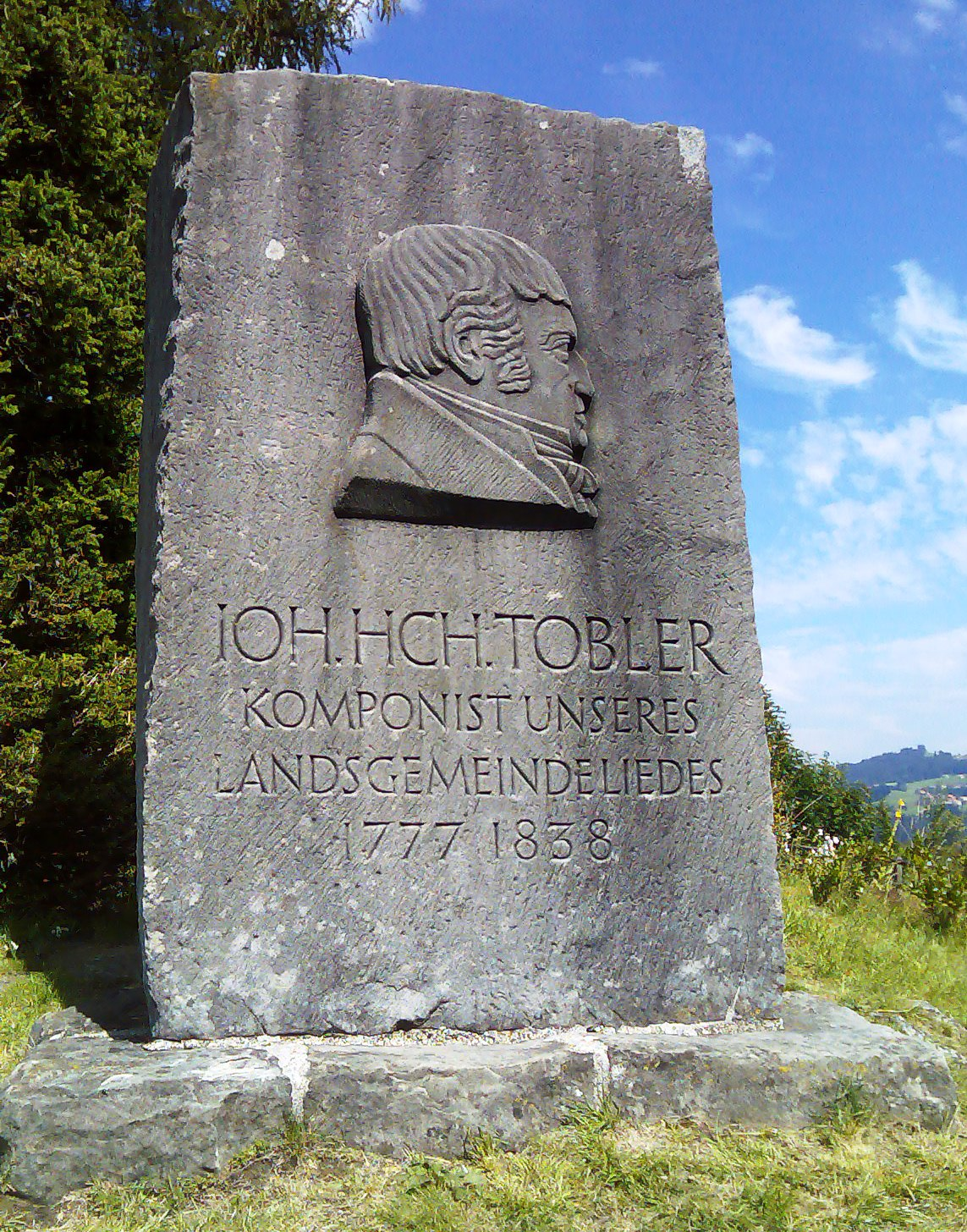
Gedenkstein für Johann Heinrich Tobler auf der Vögelinsegg

Johann Heinrich Tobler (* 14. Januar 1777 in Trogen AR; † 16. Februar 1838 in Speicher AR; heimatberechtigt in Wolfhalden) war ein schweizerischer Dichter und Komponist. Bekannt geworden ist er durch seine Vertonung der Ode an Gott von Caroline Rudolphi, die bis zur Abschaffung der Landsgemeinde in Appenzell Ausserrhoden als Landsgemeindelied verwendet wurde und heute noch in Appenzell Innerrhoden bei offiziellen Anlässen gesungen wird.

## Leben
Johann Heinrich Tobler war ein Sohn von Hans Jakob Tobler, Metzger und Landweibel, und Ursula Tanner, verwitwete Lutz. Er war ein Halbbruder von Johann Georg Gustav Tobler. Johann Heinrich Tobler erlebte eine ärmliche Jugendzeit. Nach einer Lehre als Weber erlernte er den Beruf des Modelstechers. Tobler war zweimal verheiratet. Im Jahr 1803 heiratete er Ursula Lerchenmeyer, Tochter des Andreas Lerchenmeyer, Stallknecht. Sie starb 1820 im 40. Altersjahr. Vier Kinder aus erster Ehe und ein Sohn aus der ersten Ehe seiner zweiten Frau Anna Katharina Lindenmann, Tochter von Johannes Lindenmann, Landschreiber, überlebten das Kindesalter. 
Ab 1792 war er Modelstecher in Speicher, von 1798 bis 1803 Sekretär des Distriktgerichts Teufen und ab 1803 bis 1816 Landschreiber. Von 1816 bis 1817 amtierte er als Landesfähnrich. Mit Gabriel Rüsch aus Speicher initiierte er im Jahr 1823 die erste kantonale Privat-Brandversicherungsanstalt, deren Buchhalter er bis 1827 war. Ebenfalls zusammen mit Gabriel Rüsch gründete er 1820 die erste Ausserrhoder Lesegesellschaft  mit dem Namen Sonnengesellschaft Speicher. Diese präsidierte er von 1825 bis 1827 und ab 1835 bis 1837. Ab 1819 gehörte er der St. Galler Singgesellschaft zum Antlitz an. Im Jahr 1824 war er Gründungsmitglied des Appenzellischen Sängervereins und 1832 der Appenzellischen Gemeinnützigen Gesellschaft. 
Bekannt wurde Tobler vor allem als Komponist, Herausgeber von Liedersammlungen, Publizist und Dichter. Als Autodidakt komponierte er zahlreiche Gesellschaftslieder, die er teilweise im Selbstverlag drucken liess. Seine 1825 publizierte Ode an Gott nach einem Gedicht von Caroline Rudolphi wurde 1877 offizielles Ausserrhoder Landsgemeindelied.
Das ursprünglich neunstrophige Gedicht «An Gott» von Caroline Rudolphi beginnt mit den Worten «Alles Leben strömt aus dir». Es wurde gegen 1780 von Johann Friedrich Reichardt herausgegeben und dreimal vertont, erstmals 1787 von Johann Georg Witthauer, einem Schüler Carl Philipp Emanuel Bachs. Die zweite Vertonung erfolgte durch Johann Adam Hiller, der das Werk 1790 in seiner Publikation Religiöse Oden und Lieder der besten deutschen Dichter und Dichterinnen mit Melodien zum Singen beym Claviere herausgab. 1825 wurde das Gedicht unter dem Titel Ode an Gott von Johann Heinrich Tobler gedruckt, auf vier Strophen reduziert, ein drittes Mal vertont und 1838, zwei Monate nach Toblers Tod, erstmals von einer Landsgemeinde gesungen. Von 1877 bis zum Jahr 1997, als die Landsgemeinde in Appenzell Ausserrhoden abgeschafft wurde, diente es dort als offizielles Landsgemeindelied, doch erst in der zweiten Hälfte des 20. Jahrhunderts wurde Caroline Rudolphis Name auf dem Notenblatt auf der Rückseite der Geschäftsordnung für die Landsgemeinde gedruckt.
Toblers «sittliche bildende Gesänge» waren nach 1840 nicht mehr konkurrenzfähig, weil sich im Chorgesang andere Wertmasssstäbe etabliert hatten. Einige seiner Lieder wurden aber im Appenzellerland noch zu Beginn des 21. Jahrhunderts in Schulen und Vereinen gesungen.

## Werke
- Lieder im gesellschaftlichen Kreise zu singen, 1807 (erweiterte Auflage bis 1828)
- Kurze Regenten- und Landesgeschichte des Kantons Appenzell der äusseren Rhoden, inner den Jahren 1597 bis 1797, 1813 (2. Auflage 1824)
- Landsgemeinde-Lieder, 1835
- Zwölf Lieder für vier Männerstimmen, von Schweizer Dichtern, 1837
- Lieder-Edition aller von Tobler komponierten Lieder auf ToblerDigital; 2021; c/o Kantonsbibliothek Appenzell Ausserrhoden, Trogen

## Rezeption
Musik
- Rudolf Lutz: Landsgemeindekantate. Choralkantate über das Lied «Alles Leben strömt aus dir», für Vokalensemble, Traversflöte, Oboe I+II, Corno, Fagott, Streicher und Basso continuo. Libretto von Karl Graf. Uraufführung am 27. April 2018 in Trogen.[1][2]